# William Scranton
William Scranton (ur. 19 lipca 1917 w Madison, zm. 28 lipca 2013) – amerykański polityk. 
Reprezentował 10. okręg Pensylwanii w Izbie Reprezentantów Stanów Zjednoczonych (1961–1963). W latach 1963–1967 był gubernatorem stanu Pensylwania. Od roku 1976 do 1977 był Ambasadorem Stanów Zjednoczonych przy ONZ.